# Підберезська волость
Підберезька волость — адміністративно-територіальна одиниця Володимир-Волинського повіту Волинської губернії Російської імперії та Української держави. Волосний центр — село Підбереззя. 
Наприкінці ХІХ ст. до волості було приєднано територію ліквідованої Князької волості з усіма поселеннями.
Станом на 1885 рік складалася з 10 поселень, 11 сільських громад. Населення — 4107 осіб (1998 чоловічої статі та 2109 — жіночої), 405 дворових господарства.
|                     | Площа, десятин | У тому числі орної, дес. |
| ------------------- | -------------- | ------------------------ |
| Сільських громад    | 4991           | 4619                     |
| Приватної власності | 6085           | 3312                     |
| Казенної власності  | —              | —                        |
| Іншої власності     | 209            | 177                      |
| Загалом             | 11285          | 8108                     |

Основні поселення волості:
- Підбереззя — колишнє власницьке село при струмку за 45 верст від повітового міста, волосне правління, 606 осіб, 59 дворів, православна церква, заїжджий будинок.
- Мирків — колишнє власницьке село при струмку, 341 особа, 40 дворів, православна церква, заїжджий будинок.
- Печихвости — колишнє власницьке село при струмку, 574 особи, 71 двір, православна церква, заїжджий будинок, вітряк.
- Порванча — колишнє власницьке село при струмку, 546 осіб, 61 двір, православна церква, заїжджий будинок.
- Рачин — колишнє державне село при струмку, 463 особи, 47 дворів, православна церква, заїжджий будинок.

## Історія
18 березня 1921 року Західна Волинь відійшла до складу Польщі. З 1921 по 1939 роки волость існувала як ґміна Подберезє Горохівського повіту Волинського воєводства в тих же межах, що й за Російської імперії та Української держави.
Польською окупаційною владою на території ґміни інтенсивно велася державна програма будівництва польських колоній і заселення поляками. На 1936 рік ґміна складалася з 23 громад:
1. Бодячів — село: Бодячів, хутори: Бодячів I, Бодячів II, Бодячів III, селище: Пасіка та околиця: Волиця;
2. Фусів — фільварки: Фусів і Грабівець, лісничівка: Фусів та околиці: Куток, Кузинець і Волиця;
3. Княже — село: Княже;
4. Козятин — село: Козятин та фільварок: Козятин I, Козятин II;
5. Крижівці — колонія: Крижівці;
6. Квасів — село: Квасів, фільварки: Квасів I, Квасів II, Квасів III, Квасів IV, Квасів V, Квасів VI, селище: Конятина та хутори: Липа і Тернявка;
7. Ляшки — село: Ляшки та фільварки: Ляшки і Миронівка;
8. Лемешів — село: Лемешів та хутори: Гаття, Лиса Гора, Підберезина, Під Дубиною і Під Гаєм;
9. Матів — село: Матів, фільварок: Матів та околиця: На Гірці;
10. Мирків — село: Мирків;
11. Новий Рачин — колонії: Новий Рачин і Дубинки;
12. Охлопів — село: Охлопів, околиці: Береги, Мулявиця і Новини та селища: Нивки і Пасіка;
13. Печихвости — село: Печихвости, фільварок: Печихвости та хутір: Дубинки;
14. Підбереззя — село: Підбереззя, селище: Кути та хутори: Березини, Гайок, Хрест, Лиса Гора і Озера;
15. Полюхне — село: Полюхне, колонія: Полюхне та хутір: Мошинщина;
16. Пірванче — село: Пірванче та хутори: Кут, Ляхновиця, Максимиха, Німеччина, За Греблею і Запуст;
17. Рачин — село: Рачин;
18. Скабарівщина — село: Скабарівщина та селища: Степанівка, Узнів і Зруб;
19. Смиків — село: Смиків;
20. Стрільче — село: Стрільче, фільварок: Стрільче, селища: Біла Глинка, Собача Гора і Коло Могилок та хутори: На Випасі й Німеччина;
21. Шпиколоси — село: Шпиколоси та хутір: Застав;
22. Верхостав — село: Верхостав та хутори: Березина, За Болотом і За Тополями;
23. Загаї — колонія: Загаї та селище: Мар'янівка.

Після радянської анексії західноукраїнських земель ґміна ліквідована у зв'язку з утворенням Горохівського району.